# صفوان (اسم)
صفوان هو اسم علم مذكر من أصل عربي، ومعناه هو الصخر الأملس الصافي واحدته صفوانة، قال تعالى: ﴿كمثل صفوانٍ عليه ترابٌ﴾ [ البقرة من الآية 264].

## شخصيات تحمل الاسم
- صفوان القدسي (سياسي سوري، 1940 – )
- صفوان بحر الدين (لاعب كرة قدم سنغافوري، 22 سبتمبر 1991[3] – )
- صفوان بن أمية بن خلف ( – 661)
- صفوان بن المعطل ( – 679)
- صفوان بن بيضاء
- صفوان بن سليم (تابعي، من العُبَّاد، وأحد رواة الحديث النبوي، 680 – 750)
- صفوان بهلوان (1953 – )
- صفوان عبد الغني محمد (لاعب كرة قدم عراقي، 9 سبتمبر 1983 – )
- صفوان عطاف (لاعب جودو مغربي، 9 مارس 1984 – )
- صفوان هوساوي (لاعب كرة قدم سعودي، 23 أبريل 1992 – )

## وصلات خارجية
- موسوعة السلطان قابوس لأسماء العرب